# Korfu (Gerät)
Korfu war der Deckname eines im Zweiten Weltkrieg eingesetzten deutschen „Funk-Horchempfängers“, genauer einer Serie von Funkmessgeräten für Dezimeterwellen beziehungsweise Zentimeterwellen.
Es gab mehrere Modellvarianten, die sich hauptsächlich durch das Frequenzband unterschieden. Die offizielle militärische Bezeichnung der Kriegsmarine war Funkmessbeobachtungsgerät (FuMB) mit Modellnummern von „FuMB 11“ bis „FuMB 17a“. Die Luftwaffe nutzte sie unter der Bezeichnung „E 351 A“, „E 351 B“ und so weiter. Die von beiden Wehrmachtteilen gleichermaßen verwendete Tarnbezeichnung Korfu wurde durch Nummern ergänzt, die den Wellenlängenbereich andeuteten (siehe Tabelle unten).
Hergestellt wurde Korfu von der Firma Blaupunkt in Berlin-Wilmersdorf unter dem Fertigungskennzeichen fvw. Als Namensstifterin diente, wie auch bei vielen anderen Funkmessbeobachtungsgeräten der Wehrmacht, wie beispielsweise FuMB 4 Samos oder FuMB 7 Naxos, eine griechische Insel.

## Beschreibung
Die Horchempfänger Korfu dienten zur Erfassung und, zusammen mit einer geeigneten Peilantenne, zur Peilung (Richtungserfassung) elektromagnetischer Signale im Hochfrequenzbereich (HF-Bereich), wie sie von alliierten Radargeräten ausgesendet wurden, beispielsweise in U‑Jagd-Flugzeugen. Der abzudeckende Frequenz- beziehungsweise Wellenlängenbereich begann im Dezimeterwellenband oberhalb von 1 GHz, entsprechend Wellenlängen von etwa 180 mm, und reichte bis weit in den Zentimeterwellenbereich bis oberhalb von 10 GHz, entsprechend knapp 30 mm, hinein. Da es zur damaligen Zeit noch keine breitbandigen Mikrowellenempfänger gab, musste das abzuhörende Frequenzspektrum durch eine entsprechende Anzahl schmalbandiger Empfangsgeräte abgedeckt werden.
Es handelte sich jeweils um Doppelüberlagerungsempfänger („Doppelsuper“) mit einer ersten Zwischenfrequenz (1. ZF) von 60 MHz und einer 2. ZF von 40 MHz. Als erster Lokaloszillator (1. LO) wurde ein Magnetron verwendet, dessen Grundwelle (1. Harmonische), beziehungsweise modellabhängig dessen zweite oder dritte Harmonische, zur Mischung mit dem zu empfangenden Signal genutzt wurde. Zur Demodulation konnte zwischen Amplitudenmodulation (AM) und Frequenzmodulation (FM) umgeschaltet werden.
Während die HF-Schaltungsteile der Modelle, entsprechend der unterschiedlichen Frequenzbänder, sich stark unterschieden, waren die restlichen Schaltungsteile und insbesondere Aussehen und Bedienung der Geräte praktisch identisch. Eine unvollständige Übersicht über die verschiedenen Korfu-Modelle gibt die folgende Tabelle:
| Frequenz/GHz | Wellenlänge/mm | Deckname   | Luftwaffe | Kriegsmarine |
| ------------ | -------------- | ---------- | --------- | ------------ |
| 1,66–2,5     | 120–180        | Korfu 1218 | E 351 C   | FuMB 12      |
| 2,5–3,75     | 80–120         | Korfu 812  | E 351 E   | FuMB 11      |
| 3,75–5       | 60–80          | Korfu 68   | E 351 A   | FuMB 13      |
| 5–7,5        | 40–60          | Korfu 46   | E 351 B   | FuMB 14      |
| 7,5–11,1     | 27–40          | Korfu 274  | E 351 D   | FuMB 15      |
| 11,5–17,6    | 17–26          | Korfu 1726 |           | FuMB 17      |